# Шокша (Архангельская область)
Шокша — посёлок в Вельском районе Архангельской области. Относится к  Пакшеньгскому сельскому поселению. Название получил от реки Шокша, на берегу которой находится посёлок.

## География
Посёлок расположен в верховьях реки Шокша, в 40 км к северу от райцентра Вельск, и примерно в 9 километрах от административного центра Пакшеньгского сельского поселения, деревни Ефремковская.
Часовой пояс
Шокша, как и вся Архангельская область, находится в часовой зоне МСК (московское время). Смещение применяемого времени относительно UTC составляет +3:00.

## История
В конце 1930-х годов на месте будущего посёлка было организовано поселение для лесозаготовки. 
В 1940 году сюда, а также в спецпосёлок Пюдля, находящийся в 6 километрах к северу, были высланы поляки, получившие после окончания советско-польской войны земельные наделы на территориях Западной Украины и Западной Белоруссии. Поселение приобрело статус «спецпосёлка» и были построены бараки и комендатура. Спецпереселенцы занимались заготовкой леса. 12 августа 1941 года поляки были амнистированы и постепенно покинули Шокшу.
В 1945-1946-х годах Шокша становится местом переселения уже Беларусов и Украинцев, обвиненных в сотрудничестве с гитлеровской Германией, которые заменили поляков. Реабилитировали их только после смерти Сталина. После амнистии часть переселенцев вернулась на родину, но много и осталось в Шокше.
В 1960-х годах лесопункт Шокша становится лучшим по показателям заготовки леса в Вельском районе. Население посёлка увеличилось до 600-700 человек. Также в лесопункт приезжают вольнонаемные рабочие из Курска и Брянска на заработки. Появляются новые улицы, строятся дома, школа, клуб, ясли и детсад, почта, баня, пекарня, магазины. Производство становится механизированным. 
В 1970-х годах лес вблизи посёлка был истощен и лесозаготовки приходится вести в значительном удалении, что оказалось экономически нерентабельным. Начался упадок Шокши, люди понемногу стали покидать посёлок.
В 1997 году посёлок признан неперспективным   

## Население
| 2002 | 2010 | 2012 | 2014 |
| ---- | ---- | ---- | ---- |
| 108  | ↘61  | ↘52  | ↗102 |